# Singarayakonda
Singarayakonda is een census town in het district Prakasam van de Indiase staat Andhra Pradesh. 

## Demografie
Volgens de Indiase volkstelling van 2001 wonen er 16675 mensen in Singarayakonda, waarvan 48% mannelijk en 52% vrouwelijk is. De plaats heeft een alfabetiseringsgraad van 66%. 